# Dugesia naiadis
Dugesia naiadis és una espècie de triclàdide dugèsid que habita l'aigua dolça de l'illa de Quios, Grècia. El nom específic prové del llatí naias (nàiade) i fa referència al petit rierol d'aigua dolça del que els espècimens de D. naiadis van ser recollits.